# Eublaberus
Eublaberus es un género de insectos blatodeos (cucarachas) de la familia Blaberidae, subfamilia Blaberinae. 
Ocho especies pertenecen a este género:
- Eublaberus argentinus Hebard, 1921
- Eublaberus distanti (Kirby, 1903)
- Eublaberus fernandoi Lopes & de Oliveira, 2000
- Eublaberus immaculus (Saussure & Zehntner, 1894)
- Eublaberus marajoara Rocha e Silva, 1972
- Eublaberus posticus (Erichson, 1848)
- Eublaberus sulzeri (Guérin-Méneville, 1857)
- Eublaberus variegata Rocha e Silva, 1972

## Distribución geográfica
Se pueden encontrar, según especies, en Argentina, Brasil, Colombia, Costa Rica, Cuba, Ecuador, Guatemala, Guayana Francesa, Guyana, Nicaragua, Panamá, Perú, Trinidad y Tobago y Surinam.